# Stan Stephens
Stanley Graham Stephens (Calgary, 16 de setembro de 1929 – Kalispell, 3 de abril de 2021) foi um político norte-americano nascido no Canadá.
Exerceu como governador do Montana de 1989 até 1993. Não quis se candidatar à reeleição em 1992.
Stephens morreu em 3 de abril de 2021, aos 91 anos de idade, em Kalispell.